# Eugenia brongniartiana
Eugenia brongniartiana är en myrtenväxtart som beskrevs av André Guillaumin. Eugenia brongniartiana ingår i släktet Eugenia och familjen myrtenväxter.
Artens utbredningsområde är Nya Kaledonien. Inga underarter finns listade i Catalogue of Life.